# Mesnil Ridge Cemetery
Le Mesnil Ridge Cemetery est un cimetière militaire de la Première Guerre mondiale, situé sur le territoire de la commune de Mesnil-Martinsart, dans le département de la Somme, au nord-est d'Amiens.

## Localisation
Ce cimetière est situé à 1 km au nord du village. On y accède par la route goudronnée Chemin Blanc, puis par un chemin de terre. À 100 m au nord, on aperçoit le cimetière Knightsbridge Cemetery.

## Histoire

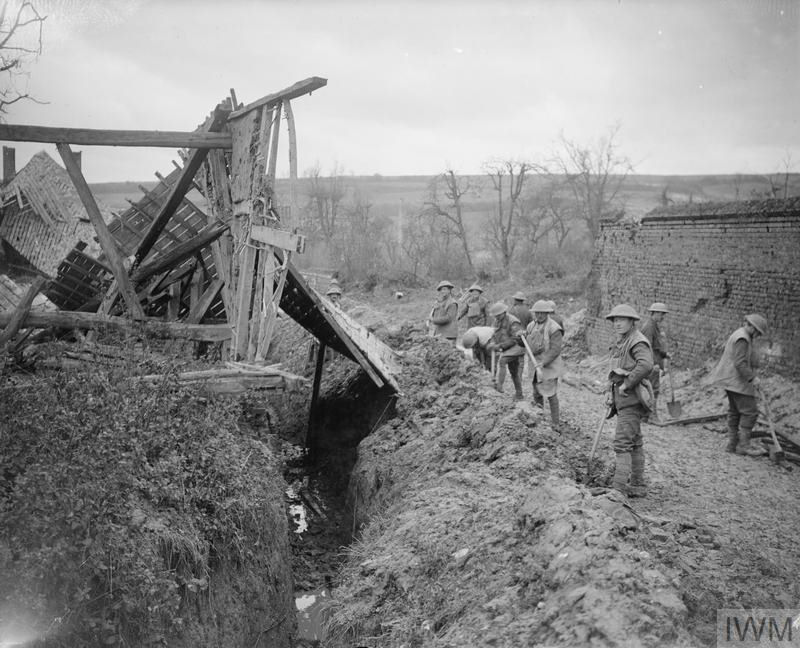
Photo de 1916 montrant les soldats britanniques à l'endroit du cimetière Mesnil Ridge.

À proximité immédiate de la ligne de front, le secteur est resté aux mains des Britanniques.  
Le cimetière a été construit par des ambulances de campagne et des unités combattantes entre août 1915 et août 1916. Il y a maintenant 95 victimes de la guerre 1914-18 commémorées sur ce site, dont une non identifiée.

## Caractéristiques
Le cimetière a un plan rectangulaire de 30 m sur 15. 
Il est entouré d'un mur de moellons en pierre.

## Galerie

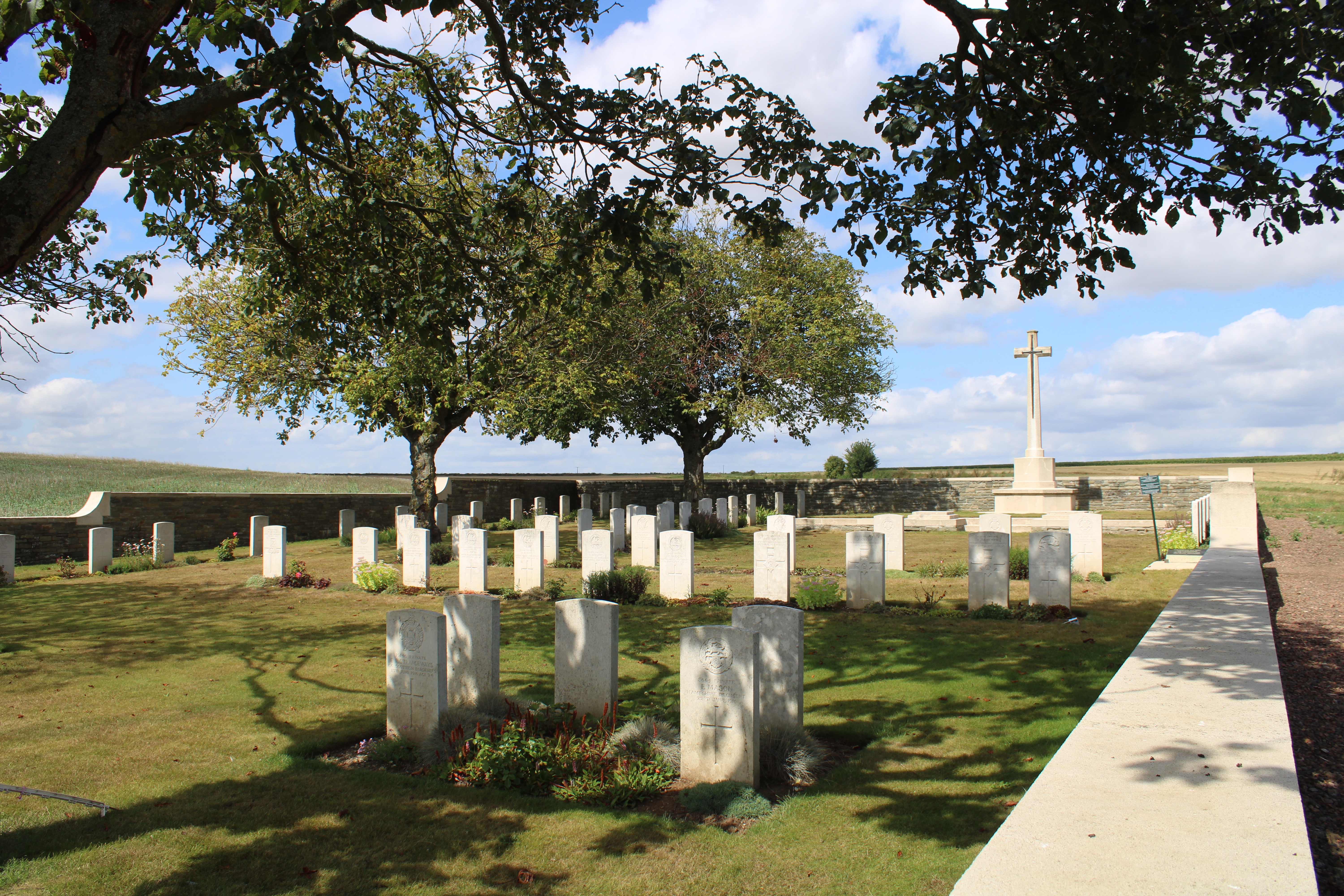
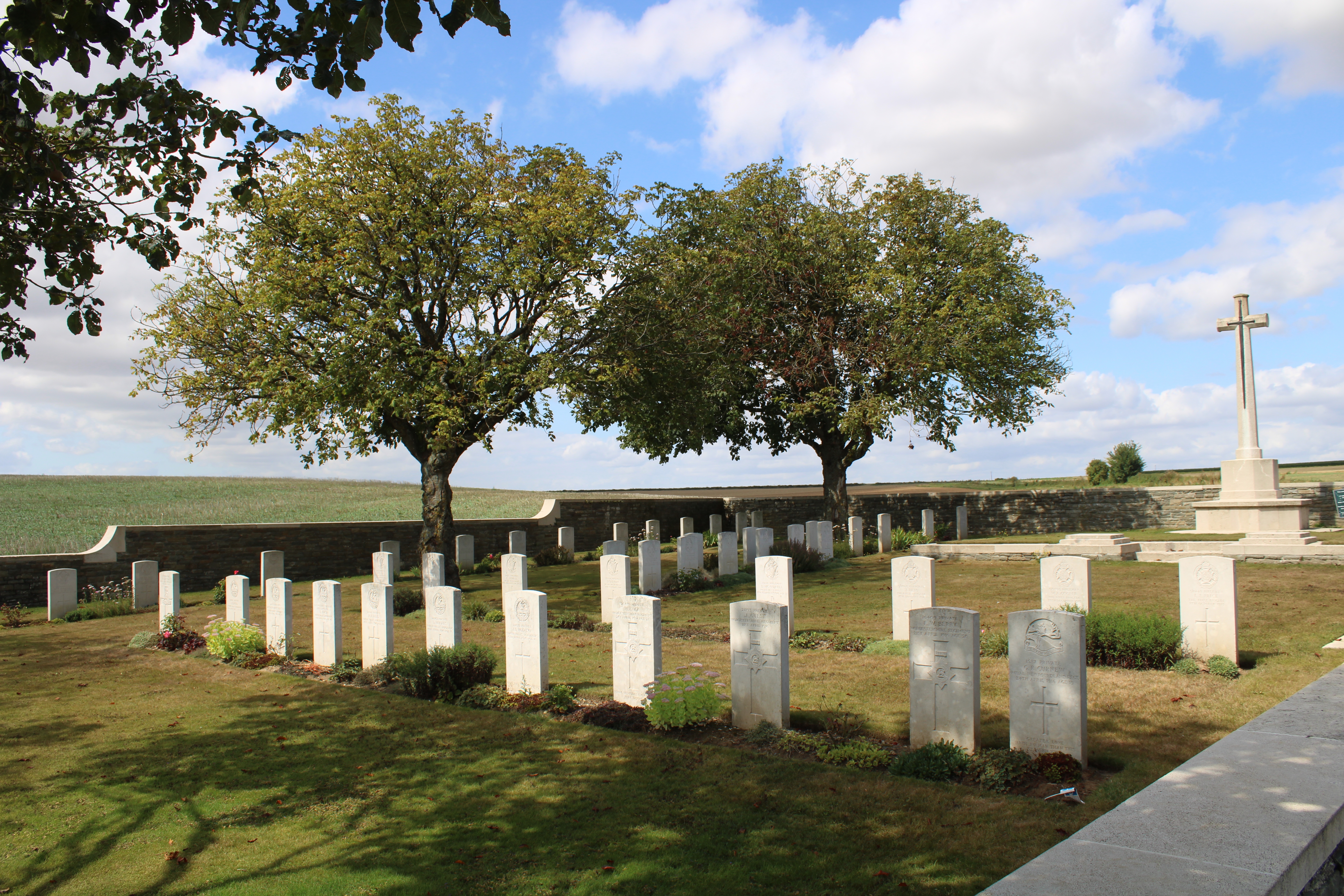
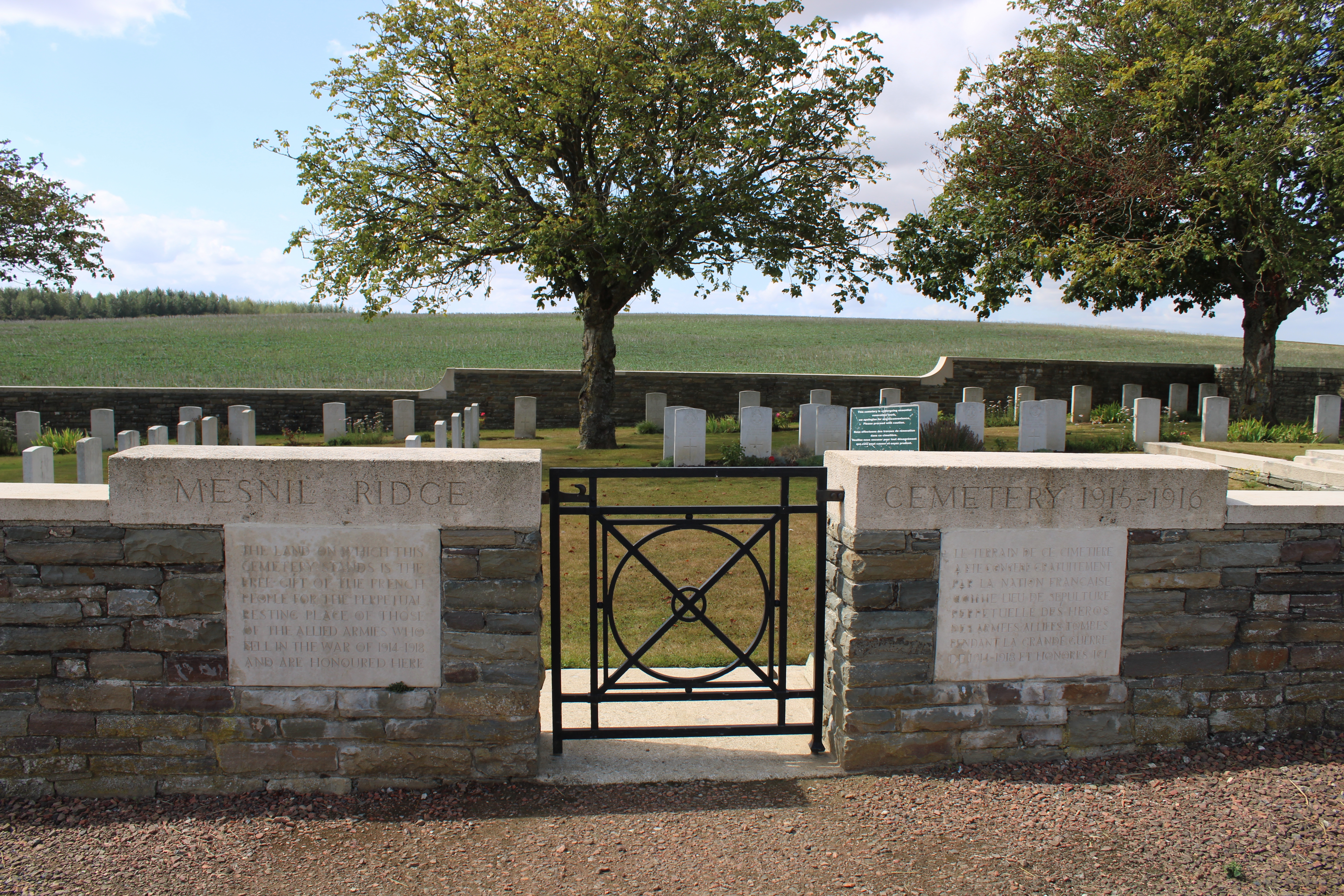
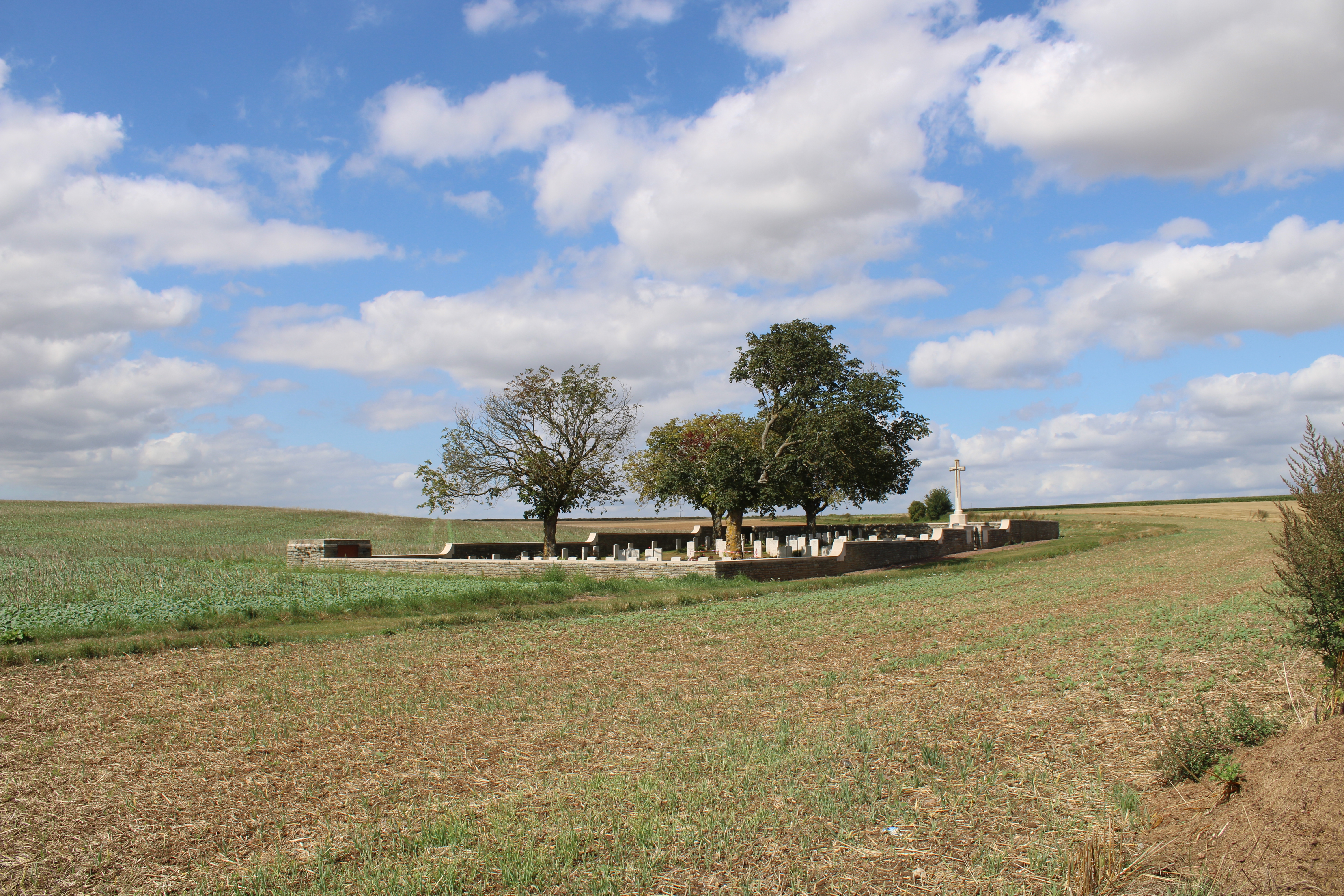
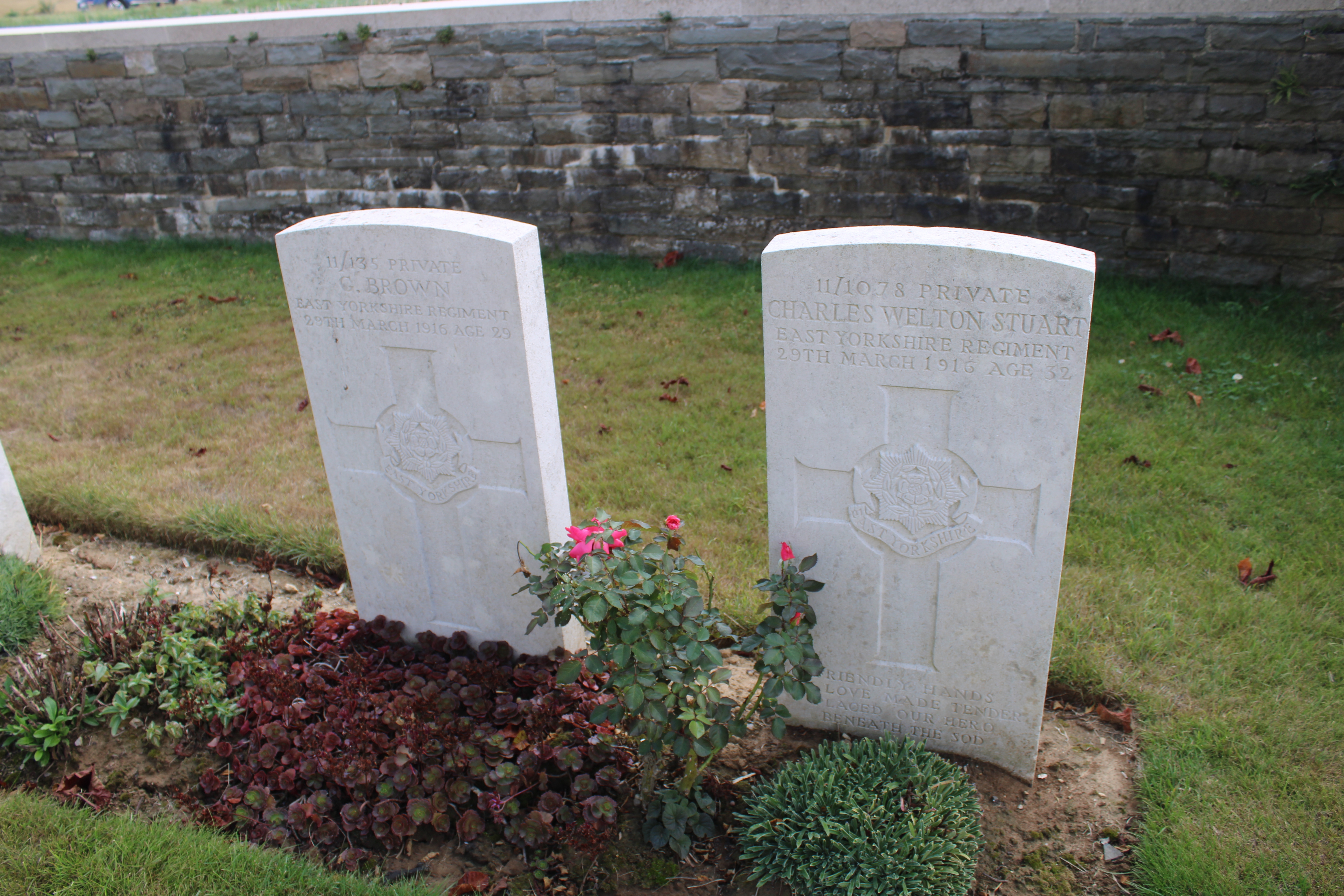
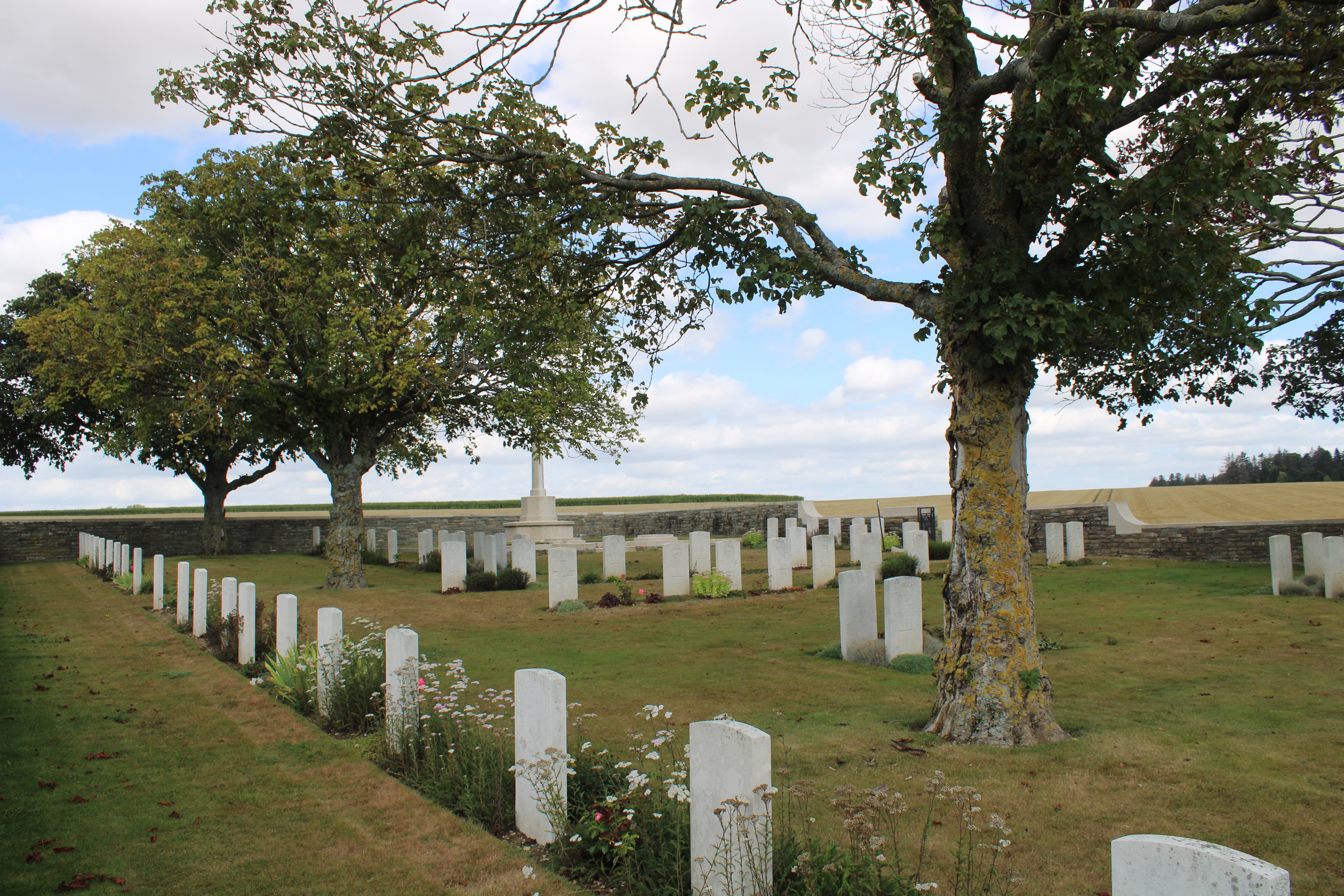

## Sépultures
| Pays        | Sépultures |
| ----------- | ---------- |
| Royaume-Uni | 94         |
| Canada      | 1          |
| Total       | 95         |